# Ernst Nister
Ernst Nister (auch Ernest, geboren 22. Dezember 1842 in Ober-Klingen, Großherzogtum Hessen; gestorben 26. Mai 1909 in Nürnberg) war ein deutscher Druckereiunternehmer und Kinderbuchverleger.

## Leben
Ernst Nister arbeitete als Kaufmann in den Niederlanden, in Belgien, Frankreich, Österreich-Ungarn und England in verschiedenen Branchen. Zuletzt hielt er sich in den USA auf und kam 1877 nach Nürnberg, wo er eine kleine chromolithographische Anstalt übernahm. Er baute diese zu einer leistungsfähigen graphischen Anstalt (Kunstanstalt für graphische Reproductionen) aus, 1899 hatte der Betrieb 700 Beschäftigte. Nister wurde außerdem Gesellschafter des Verlags von Velten's Künstlerpostkarten Schmidt-Staub & Co in Nürnberg. 

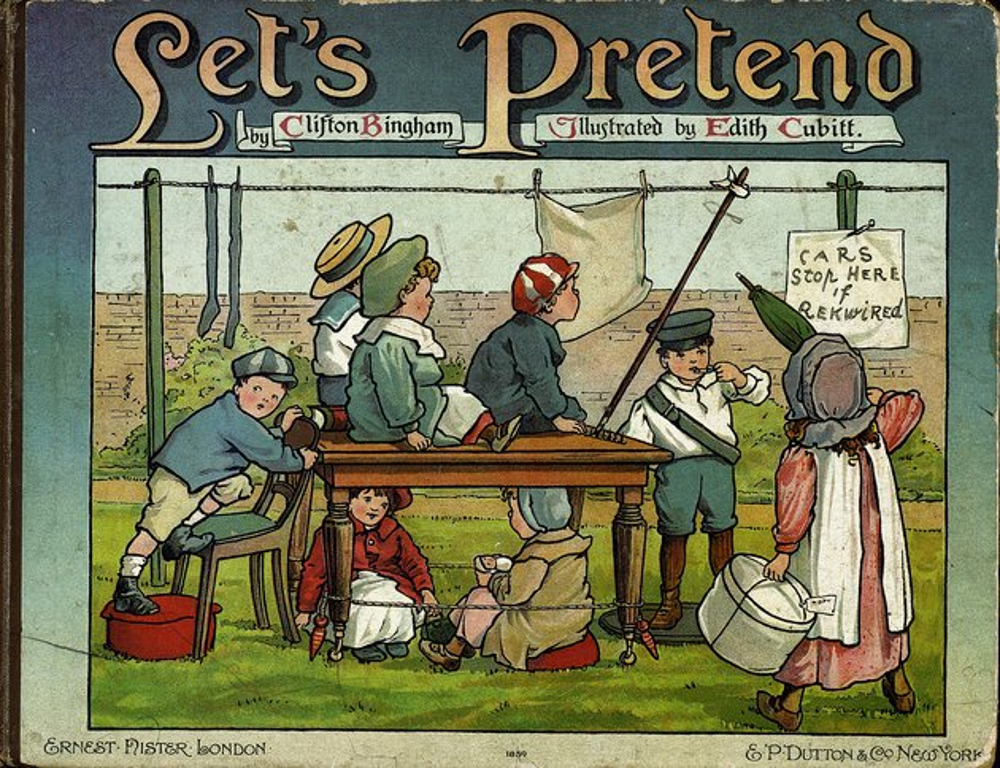
Let's pretend, bei Ernest Nister und E.P. Dutton

Seine «Kunstanstalt» druckte mehrfarbige Firmenprospekte, farbige Kinderbücher, außerdem Grußkarten, Kalender und Puzzles. Nister brachte technische Neuheiten in das Kinderbuchgeschäft, so Bücher mit Klapp-, Verschiebe- und Drehelementen. Ab 1904 firmierte sein Unternehmen auch als Verlag. In Zusammenarbeit mit E. P. Dutton & Co., London und New York erschloss er ab 1888 den englischsprachigen Markt, auf dem er als Ernest Nister firmierte. 
Nister wurde 1896 zum Kommerzienrat ernannt. Von 1896 bis 1906 war er Markvorsteher in Nürnberg. Nister gehörte zu den Stiftern des Nürnberger Künstlerhauses, das 1910 eröffnet wurde, die Festschrift zur Eröffnung wurde in seinem Betrieb gedruckt.  